# 陳俊樂
陳俊樂（Tan Chun Lok ，1996年1月15日—），香港職業足球員，司職中場，現時效力香港超級聯賽球會傑志。
他生於香港屯門區，出身自東方青年軍，自幼才華洋溢，於2009年至2013年間到英國布魯克足球學院接受訓練，及效力英格蘭球會彼得堡與諾咸頓青年軍，在2015/16及2016/17球季兩度獲選香港足球明星選舉最佳年青球員，於2015年12月31日的第38屆省港盃以19歲之齡首次擔任香港隊隊長，並取得首個香港代表隊入球，於2017年6月14日以1–1賽和北韓國家隊中取得個人首個國際賽入球。

## 早年生活
陳俊樂生於香港在屯門區出生及成長，在2002年時因觀看世界盃而愛上足球，開始隨父親和哥哥到樓下球場訓練。在6歲時，參加足總的青少年足球推廣課程，由於當時陳俊樂母親報不到兒子的年齡組別，又以為小朋友差一兩年沒甚麼分別，於是便跳級報名參加年長的組別，其後他代表就讀小學順德聯誼總會胡少渠紀念小學參加學界比賽表現突出，屢助校隊獲獎，因而被發掘入選香港青年代表隊，在8歲時，他參加暑期的「麥當勞足球訓練計劃」，從此開始接受正式訓練，期間獲得計劃的「最突出球員」獎項，代表香港到英格蘭球會曼聯及紐卡素受訓，而當時他獲紐卡素U8青訓教練形容為他見過同齡球員中最出色的一個。
其後，陳俊樂加入由幾位球員家長創辦的球隊小南國，後來小南國獲本地老牌球會東方贊助，便用上東方的名義參加青年賽事，而陳俊樂就順理成章加入東方足球會旗下的青年軍，與較年長的球員一起接受正統足球訓練。小學畢業後，陳俊樂升讀體育名校拔萃男書院，期間更以中一生身份參加學界精英賽成為一時佳話，由於陳俊樂在其天賦和家人的支持下，很快便跟比自己年長的球員練習和比賽，而球藝亦漸漸拋離同齡的朋友。
在拔萃男書院讀過中一後，他得到《夢想成真》計劃的獎學金，於2009年7月負笈英國布魯克豪斯學院學習四年，期間為學院上陣14場取得9個進球，在對雷丁青年軍因梅開二度而得到教練賞識，推薦到英冠球會彼得堡受訓，結果經過六星期的試腳後，陳俊樂表現突出，獲彼得堡主席給予正式合約，並被安排在2009年12月5日主場對史雲斯的英冠賽事中場時間，於過萬名主場球迷前簽約一年。

## 球會生涯

### 彼德堡
陳俊樂在2009年7月負笈英國布魯克豪斯學院學習期間，得到教練賞識，推薦到英冠球會彼得堡受訓，結果經過六星期的試腳後，陳俊樂獲彼得堡主席給予合約，並被安排在2009年12月5日主場對史雲斯的英冠賽事中場時間，於過萬名主場球迷前簽約一年。

### 諾咸頓
在2011年，由於陳俊樂需要應付英國會考，故此與彼得堡合約屆滿後，轉會距離學校較近的英乙球會諾咸頓青年軍，其後英國球員之旅在2013年5月隨着畢業而結束，當時年僅17歲的陳俊樂，若要留在英國，就需要以外援身分爭取職業合約，加上在申請英國勞工證上遇到困難，在無計可施下，陳俊樂於完成英國會考考試後返港。

### 橫濱FC香港 / YFC澳滌
在2013年7月，陳俊樂返回香港，加盟香港甲組足球聯賽的日資球會橫濱FC香港，開展職業球員生涯，更成為當季年紀最小的甲組球員，陳俊樂加盟橫濱FC香港後，獲得時任教練李志堅的重用，並由進攻中場轉型防守中場。
球季完結後，橫濱FC香港宣布改由本地企業澳滌娛樂接手球隊營運，並且易名為YFC澳滌角逐新成立的港超聯，而留隊的陳俊樂於2015年3月22日傷癒復出後，於標準流浪的聯賽，用傷愈的右腳取得兩年職業生涯首個入球，協助YFC澳滌以2–1勝出，到季尾更憑出色的表現，助球會取得季後附加賽資格，但可惜在決賽不敵南華，無緣亞洲賽，而最終球會仍因贊助商撤資散班收場。

### 香港飛馬
橫濱FC香港因贊助商撤資而散班收場後，陳俊樂與多名YFC澳滌球員一同隨教練李志堅，於2015年7月轉會港超聯球會香港飛馬，而他不論在教練李志堅或其後的前熱刺副領隊奇雲邦特的麾下，都能站穩正選位置，到季尾更協助香港飛馬在四日內連續奪得足總盃及首奪菁英盃冠軍，亦取得其職業生涯首個錦標，到球季完結後，陳俊樂於香港足球明星選舉與李毅凱首度奪得最佳年青球員。

### 和富大埔
在2016年7月，陳俊樂再與多名飛馬球員，追隨教練李志堅加盟新升班的港超聯球會和富大埔，到2017年2月，陳俊樂在必須派出最少兩名U22球員上陣的菁英盃賽事中，獲委任為球會隊長，並於2月11日作客對南華的菁英盃八強，取得加盟後的首個入球，協助和富大埔以4–1勝出，結果他於5月3日以隊長身份為和富大埔奪得當屆的菁英盃冠軍，而他於季尾再次當選香港足球明星選舉最佳青年球員。在2017/18球季，陳俊樂在27場賽事中貢獻2球，而和富大埔更歷史性地在聯賽和盃賽中獲得三個亞軍，可是他於香港足球明星選舉中未能蟬聯最佳青年球員獎項。

### 廣州富力 / 廣州城
球季結束後，陳俊樂遠赴美國洛杉磯，參與中超球會廣州富力的夏訓。期間表現出色，7月13日，廣州富力宣佈陳俊樂加入球隊，簽下三年半的合約。不過，陳俊樂於上半季會先外借回由廣州富力出資及組建的港超聯球會富力R&F。
2019年7月23日，在7月初返回中超廣州富力的陳俊樂，在廣州富力於澳門友賽以0：4不敵修咸頓的比賽中正選上陣兼首演，在比賽進行了60分鐘之後才退下火線。
2019年10月26日，陳俊樂在對陣河北華夏幸福的比賽中首次代表廣州富力一隊在中超賽場上上陣，在87分鐘入替受傷的鄒正，創造歷史，成為繼吳偉超後第二位在中超登場的香港華人球員。
2020年7月26日，陳俊樂在對陣深圳佳兆業的比賽中首次代表廣州富力一隊在中超賽場上正選上陣，並在77分鐘被換走，可惜最終以0：3落敗。

### 傑志
2023年4月21日，傑志宣佈陳俊樂加盟球隊，簽下兩年的合約。

## 國際賽生涯

### 香港青年隊
陳俊樂自2006年開始代表香港青年軍，由於在小學學界比賽已有突出表現，並奪得全港小學校際五人足球比賽冠軍，因而入選香港14歲青年代表隊，在18歲時已是同齡中其中一個最好的球員，亦具備熱誠及身體質素等條件，為年輕一輩進攻能力最強，令他於2012年8月首次獲得進行重組的香港U21代表隊的蘇格蘭籍主教練摩力克徵召入隊，備戰2013年東亞運動會，2014年亞洲運動會以及2016年奧運會。
在2014年10月，陳俊樂獲教練金判坤賞識，以18歲之齡入選香港U23代表隊參加2014年仁川亞運會，當時只是18歲的陳俊樂已是擔當正選位置，不過在小組賽最後一場對孟加拉勇戰受傷，小腿骨折被逼提早回港動手術，不能繼續參加餘下賽事，於2016年7月入選香港U21岀戰在新加坡舉行的新加坡四國賽，並不再擔任防守中場的角色，轉為一名全能中場，多次球隊為策動攻勢及反擊，不過最終在賽事中面對伊朗和烏茲別克亞洲球隊亦是大敗而回。
在2017年7月，陳俊樂入選香港U22，到緬甸參與KBZ銀行盃期間對柬埔寨的下半埸中，搏得十二碼，並親自操刀射入香港在該賽事的第一球，繼而他再在對緬甸的賽事中，助攻林樂勤射入全場唯一一個入球，協助香港奪得第三名。他於2017年7月入選香港U23代表隊參與在朝鮮舉行的亞洲23歲以下錦標賽外圍賽，最終他在對中華台北的最後一場分組賽，梅開二度，協助香港以1勝2和不敗的成績完成賽事，但未能成為五隊最佳次名之一，無緣晉身決賽周。

### 大港腳
於2015年9月，年僅19歲的陳俊樂獲當時香港隊主教練金判坤賞識，首度獲香港代表隊徵召出戰世界盃外圍賽，並在10月9日作客對泰國國家隊的國際友誼賽，正選登場，首度代表香港代表隊於國際A級賽亮相並踢足全場，可是結果香港以0–1落敗，接著陳俊樂再在11月12日作客對馬爾代夫國家隊的外圍賽，在82分鐘後備入替，並在3分鐘後即在左路傳中，可惜辛祖門前撞高錯失入球機會，最終協助香港以1–0勝出，而陳俊樂於11月17日主場對中國國家隊的港中大戰再度被委以重任，在下半場後備上陣，協助香港歷史性以0–0守和對手。
在12月31日，陳俊樂首度獲以年輕球員組成的香港隊徵召，並得到教練廖俊輝給予機會，以19歲之齡首度擔任隊長，而他於主場對廣東隊的首回合正選上陣，並沒有辜負教練的信任，在上半場接應接應角球頂進其首個香港代表隊入球，可是香港兩回合計以總比數4–5落敗，到2017年1月1日，陳俊樂再以隊長的身份出戰第39屆省港盃，更在首回合作客廣東隊中於上半場勁射破網，連續兩屆都取得進球，不過他在55分鐘被廣東球員踢傷左腳踝而被迫換出，最終香港兩回合計以總比數3–4落敗，
2017年6月3日，陳俊樂於作客越南國家隊的AYA銀行盃，在78分鐘傳給麥基撞射破網，錄得首個國際A級賽助攻，可是最終香港以互射十二碼3–4僅負，6月13日，陳俊樂於主場對朝鮮的亞洲盃外圍賽中，於上半場補時階段禁區頂遠射省中對方球員，而取得首個國際A級賽入球，不過最終香港被朝鮮逼和1–1，接著他在11月14日主場對西亞勁旅黎巴嫩的亞洲盃外圍賽，於上半場41分鐘在禁區背向對手轉身解圍時不慎踢中黎巴嫩球員，被來自卡塔爾籍球證直接判罰12碼外，更遭以紅牌驅逐，魯莽犯規的他離場令形勢逆轉，而黎巴嫩亦藉這個12碼主射破網，使香港隊最終在餘下時間打少一名球員下以0–1落敗，同時陳俊樂更無法於2018年3月的關鍵大戰隨隊作客朝鮮國家隊。
2019年12月，陳俊樂隨隊出戰2019年東亞足球錦標賽。2022年7月，他再獲香港隊徵召出戰2022年東亞足球錦標賽。

## 家庭生活
陳俊樂祖籍福建，姓氏英文拼音為Tan而非Chan，自小生於小康家庭的陳俊樂父親為已退休消防總隊目，母親則是家庭主婦，而哥哥陳家樂是前甲組球員，曾效力東方及晨曦和入選香港青年軍，可是陳家樂一直未能取得突破長時間，只能在後備席上苦候機會，結果選擇離開職業足球。
於2015年，陳俊樂報讀香港浸會大學體育及康樂管理學位，為退役後的生活作保障，同時與初戀女朋友Eva為同學，直到2018年畢業。由於哥哥陳家樂在出道時選擇16號球衣，而適逢陳俊樂初加盟YFC澳滌亦是獲球會派發16號球衣，使陳俊樂至今在球會都會披上16號球衣，繼承自己與哥哥的足球夢。

## 榮譽
YFC澳滌
- 香港季後附加賽亞軍（2014–15季度)

香港飛馬
- 香港足總盃冠軍（2015–16季度）
- 香港菁英盃冠軍（2015–16季度）

和富大埔
- 香港菁英盃冠軍（2016–17季度）

傑志
- 香港高級組銀牌冠軍（2023–24季度）

香港代表隊
- 港澳埠際賽冠軍（2014、2016年）

個人
- 香港足球明星選舉 最佳青年球員（2015–16、2016–17季度）

## 國際賽事紀錄
- 僅列出國際A級比賽

| 上陣次數 | 時間           | 地點                            | 對手       | 比數             | 賽事性質                   | 入球 (累計) |
| -------- | -------------- | ------------------------------- | ---------- | ---------------- | -------------------------- | ----------- |
| 1        | 2015年10月9日  | 曼谷 拉加曼加拉體育場           | 泰國       | 0–1              | 國際友誼賽                 | 0 (0)       |
| 2        | 2015年11月12日 | 馬累 國家運動場                 | 馬爾地夫   | 1–0              | 2018年世界盃外圍賽         | 0 (0)       |
| 3        | 2015年11月17日 | 香港 旺角大球場                 | 中國       | 0–0              | 2018年世界盃外圍賽         | 0 (0)       |
| 4        | 2016年6月3日   | 緬甸 吉諦瑜杜烏拿體育場         | 越南       | 2–2 (十二碼 3–4) | AYA銀行盃2016              | 0 (0)       |
| 5        | 2016年6月5日   | 緬甸 吉諦瑜杜烏拿體育場         | 緬甸       | 0–3              | AYA銀行盃2016              | 0 (0)       |
| 6        | 2016年9月1日   | 香港 旺角大球場                 | 柬埔寨     | 4–2              | 國際友誼賽                 | 0 (0)       |
| 7        | 2017年3月23日  | 約旦 安曼國際體育場             | 约旦       | 0–4              | 國際友誼賽                 | 0 (0)       |
| 8        | 2017年3月28日  | 黎巴嫩 卡密拉夏蒙體育中心體育場 | 黎巴嫩     | 0–2              | 2019年亞洲盃外圍賽第三輪   | 0 (0)       |
| 9        | 2017年6月7日   | 香港 旺角大球場                 | 约旦       | 0–0              | 國際友誼賽                 | 0 (0)       |
| 10       | 2017年6月13日  | 香港 香港大球場                 |            | 1–1              | 2019年亞洲盃外圍賽第三輪   | 1 (1)       |
| 11       | 2017年8月31日  | 新加坡 惹蘭勿剎體育場           | 新加坡     | 1–1              | 國際友誼賽                 | 0 (1)       |
| 12       | 2017年9月5日   | 馬來西亞 漢惹拔體育場           | 马来西亚   | 1–1              | 2019年亞洲盃外圍賽第三輪   | 0 (1)       |
| 13       | 2017年10月5日  | 香港 旺角大球場                 |            | 4–0              | 國際友誼賽                 | 0 (1)       |
| 14       | 2017年10月10日 | 香港 香港大球場                 | 马来西亚   | 2–0              | 2019年亞洲盃外圍賽第三輪   | 0 (1)       |
| 15       | 2017年11月9日  | 香港 旺角大球場                 | 巴林       | 0–2              | 國際友誼賽                 | 0 (1)       |
| 16       | 2017年11月14日 | 香港 香港大球場                 | 黎巴嫩     | 0–1              | 2019年亞洲盃外圍賽第三輪   | 0 (1)       |
| 17       | 2018年10月11日 | 香港 旺角大球場                 | 泰國       | 0–1              | 國際友誼賽                 | 0 (1)       |
| 18       | 2018年10月16日 | 印尼 威巴瓦穆蒂運動場           | 印度尼西亞 | 1–1              | 國際友誼賽                 | 0 (1)       |
| 19       | 2018年11月11日 | 臺灣 臺北田徑場                 | 中華臺北   | 2–1              | 2019年東亞足球錦標賽第二圈 | 0 (1)       |
| 20       | 2018年11月13日 | 臺灣 臺北田徑場                 |            | 0–0              | 2019年東亞足球錦標賽第二圈 | 0 (1)       |
| 21       | 2018年11月16日 | 臺灣 臺北田徑場                 | 蒙古国     | 5–1              | 2019年東亞足球錦標賽第二圈 | 0 (1)       |
| 22       | 2019年6月11日  | 香港 旺角大球場                 | 中華臺北   | 0–2              | 國際友誼賽                 | 0 (1)       |
| 23       | 2019年9月5日   | 柬埔寨 奧林匹克體育場           | 柬埔寨     | 1–1              | 2022年世界盃亞洲區外圍賽   | 1 (2)       |
| 24       | 2019年9月10日  | 香港 香港大球場                 | 伊朗       | 0–2              | 2022年世界盃亞洲區外圍賽   | 0 (2)       |
| 25       | 2019年10月10日 | 伊拉克 巴士拉體育城             | 伊拉克     | 0–2              | 2022年世界盃亞洲區外圍賽   | 0 (2)       |
| 29       | 2019年11月14日 | 香港 香港大球場                 | 巴林       | 0–0              | 2022年世界盃亞洲區外圍賽   | 0 (2)       |
| 27       | 2019年11月19日 | 香港 香港大球場                 | 柬埔寨     | 2–0              | 2022年世界盃亞洲區外圍賽   | 0 (2)       |
| 28       | 2019年12月11日 | 南韓 釜山亞運會主競技場         |            | 0–2              | 2019年東亞足球錦標賽       | 0 (2)       |
| 29       | 2019年12月14日 | 南韓 釜山亞運會主競技場         | 日本       | 0–5              | 2019年東亞足球錦標賽       | 0 (2)       |
| 30       | 2019年12月18日 | 南韓 釜山亞運會主競技場         | 中國       | 0–2              | 2019年東亞足球錦標賽       | 0 (2)       |
| 31       | 2022年7月19日  | 日本 茨城縣立鹿嶋足球場         | 日本       | 0–6              | 2022年東亞足球錦標賽       | 0 (2)       |
| 32       | 2022年7月24日  | 日本 豐田體育場                 |            | 0–3              | 2022年東亞足球錦標賽       | 0 (2)       |
| 33       | 2022年7月27日  | 日本 豐田體育場                 | 中國       | 0–1              | 2022年東亞足球錦標賽       | 0 (2)       |

## 外部連結
- 香港足球總會網頁球員註冊資料